# Оберн (Вашингтон)
Оберн (англ. Auburn) — город в округах Кинг (преимущественно) и Пирс в штате Вашингтон в Соединённых Штатах Америки.
По данным переписи населения 2020 года в США, население города составляло 87 256 человек.

## История
В доколумбову эпоху земля, где сейчас стоит город Оберн, была домом для индейцев народа маклшут.

## География
По данным Бюро переписи населения США, общая площадь города составляет 29,87 квадратных миль (77,36 км2), из которых 29,58 квадратных миль (76,61 км2) — это земля, а 0,29 квадратных миль (0,75 км2) — водная поверхность.